# 将水场
将水场，唐朝时设置的行政区划。
贞观三年（629年）析将乐县置，在今福建省顺昌县。属建州。景福二年（893年）改名永顺场。